# Spilarctia leopoldi
Spilarctia leopoldi là một loài bướm đêm thuộc phân họ Arctiinae, họ Erebidae.